# Храм Тхиньхау (Саукэйвань)

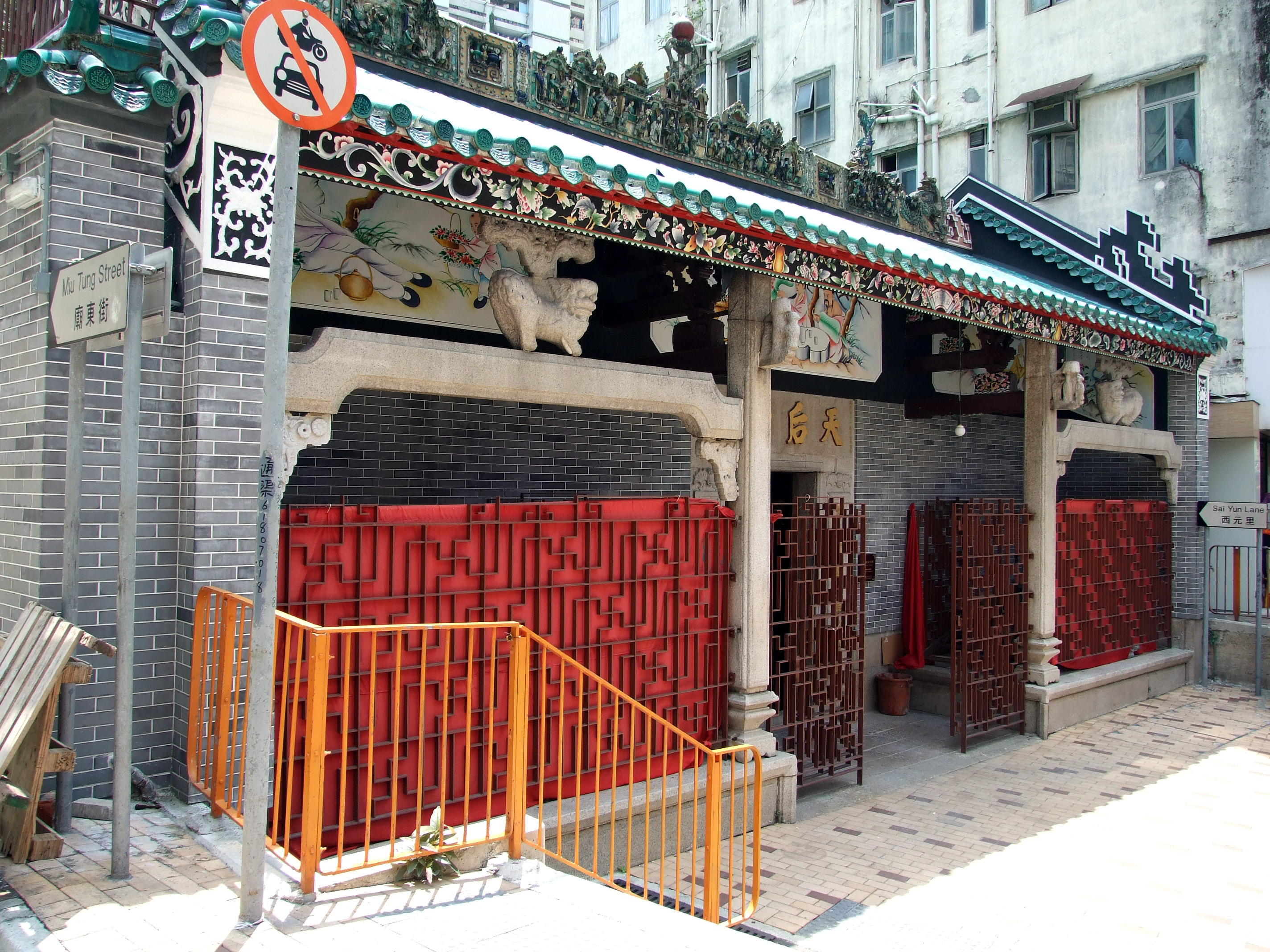
Храм Тхиньхау

Храм Тхиньхау (Tin Hau Temple, 筲箕灣天后廟) — один из многочисленных гонконгских храмов, посвящённых высокопочитаемой богине Тхиньхау (покровительнице моряков, рыбаков и купцов, чей культ особо распространён в прибрежной зоне провинций Гуандун и Фуцзянь). Расположен в районе Саукэйвань, в Восточном округе. Построен местными рыбаками и купцами в 1873 году (согласно другим сведениям, более старое святилище было построено на этом месте в 1845 году). Вскоре был разрушен во время мощного тайфуна, но быстро отстроен (жители твердили, что Тхиньхау пожертвовала собой, но уберегла Саукэйвань, так как деревня действительно сильно не пострадала, в отличие от других районов Гонконга).
Храм был построен по всем канонам фэншуй — на холме, фасадом к морю. По сторонам главного зала расположены комнаты поменьше. В храме хранятся важные реликвии: древние каменные таблички с записями о реконструкции, фрески, настенная живопись, резьба по дереву, каменные львы, керамика и статуэтки. Кроме Тхиньхау, которая является главным божеством, в храме также поклоняются богу войны, богу медицины, богине милосердия, восьми Бессмертным и другим божествам даосского пантеона.
Храм Тхиньхау подвергался реконструкции в 1876, 1902, 1920, 1948 и 2005 годах. Является историческим памятником Гонконга второй категории. Ежегодно в храме проводится праздник Тхиньхау, во время которого прихожане приносят богатые дары и молят богиню о хорошей погоде, богатом урожае, здоровье и достатке.